# Pentti Lammio
Pentti Johannes Lammio (né le 24 octobre 1919 à Tampere en Pirkanmaa en Finlande et mort le 25 juillet 1999 dans le hameau de Kulju à Lempäälä en Pirkanmaa en Finlande) est un patineur de vitesse finlandais.

## Palmarès

### Jeux olympiques d'hiver
- Jeux olympiques d'hiver de 1948 à Saint-Moritz,  Suisse
  - 21e du 1 500 mètres
  - 8e du 5 000 mètres
  -  Médaille de bronze du 10 000 mètres

- Jeux olympiques d'hiver de 1952 à Oslo,  Norvège
  - 7e du 5 000 mètres
  - 4e du 10 000 mètres